# Assumpció Sallés i González
Assumpció Sallés i González (Barcelona, 1940) és una advocada catalana, que fou diputada durant la Primera Legislatura del Parlament de Catalunya.

## Trajectòria política
Resident a Barcelona, es llicencià en dret i exercí activament l'advocacia. Membre del Col·legi d'Advocats de Barcelona i militant del PSUC durant la transició espanyola. Fou candidata del PSUC a les eleccions al Parlament de Catalunya de 1980. Tot i que no fou escollida directament, l'11 de novembre de 1980 va substituir Justiniano Martínez Medina, que havia renunciat al seu escó. Fou membre de la Comissió de Justícia, Dret i Seguretat Ciutadana del Parlament de Catalunya i participà activament en l'adequació del codi civil català. Quan acabà el seu mandat el 1984 abandonà la política i continuà exercint d'advocada.